# Trofeo Laigueglia 2010
Il Trofeo Laigueglia 2010, quarantasettesima edizione della corsa e valida come evento dell'UCI Europe Tour 2010 categoria 1.1, fu disputata il 20 febbraio 2010, su un percorso di 183 km. Fu vinta dall'italiano Francesco Ginanni, al traguardo con il tempo di 4h48'15" alla media di 38,092 km/h.
Partenza a Laigueglia con 162 ciclisti, di cui 87 portarono a termine il percorso.

## Ordine d'arrivo (Top 10)
| Pos. | Corridore           | Squadra       | Tempo    |
| ---- | ------------------- | ------------- | -------- |
| 1    | Francesco Ginanni   | Androni Gioc. | 4h48'15" |
| 2    | Francesco Gavazzi   | Lampre        | s.t.     |
| 3    | Daniele Pietropolli | Lampre        | s.t.     |
| 4    | Enrico Rossi        | Cer. Flaminia | s.t.     |
| 5    | Matteo Montaguti    | De Rosa       | s.t.     |
| 6    | Luca Paolini        | Acqua & Sap.  | s.t.     |
| 7    | Jure Kocjan         | Carmiooro     | s.t.     |
| 8    | Cyril Dessel        | AG2R La Mon.  | s.t.     |
| 9    | Luca Mazzanti       | Katusha       | s.t.     |
| 10   | Enrico Zen          | Colnago       | s.t.     |